# Party Like a Russian
Party Like a Russian è un singolo del cantante britannico Robbie Williams, pubblicato il 30 settembre 2016 dall'etichetta discografica Columbia Records e primo estratto dall'album The Heavy Entertainment Show.

## Descrizione
Il brano è accreditato a Robbie Williams, Guy Chambers e Christopher Heath e contiene anche un campionamento della Danza dei Cavalieri, movimento 13 dell'opera Romeo e Giulietta di Sergej Sergeevič Prokof'ev.
La produzione è stata curata da Guy Chambers e Richard Flack.

### Critiche e successo
La canzone è stata aspramente criticata dal leader politico russo Vladimir Putin e da buona parte della stampa locale, che accusava l'interprete del brano di dare una rozza caricatura della sua figura istituzionale. Il cantante ha smentito, affermando che in realtà il brano è un omaggio al modo particolarmente gioioso di festeggiare.
Nonostante ciò, il brano ha ottenuto un buon successo discografico in tutta l'Europa.

## Tracce
- Download digitale

1. Party Like a Russian – 3:02 (Robert Peter Williams, Guy Chambers, Sergej Prokof'ev, Christopher Heath)

## Classifiche
| Classifica (2016) | Posizione raggiunta |
| ----------------- | ------------------- |
| Belgio (Fiandre)  | 18                  |
| Austria           | 39                  |
| Italia            | 42                  |
| Svizzera          | 45                  |
| Francia           | 66                  |
| Regno Unito       | 68                  |
| Germania          | 72                  |